# Jacques Garello
Pour les articles homonymes, voir Garello.
Ne doit pas être confondu avec Jacques Garelli.
Jacques Garello, né le 30 juillet 1934 à Puget-sur-Argens et mort le 16 janvier 2025 à Marseille, est un économiste et universitaire français.
Professeur émérite à l'Université Aix-Marseille III, il est le fondateur du groupe libéral des « Nouveaux économistes » en 1977 et le président d'honneur de l'Association pour la liberté économique et le progrès social (ALEPS), après avoir présidé cette association de 1981 à 2014. Il est également membre du conseil d'administration de l'Institut de recherches économiques et fiscales (IREF). Ses travaux sont particulièrement influencés par Ludwig von Mises, Friedrich Hayek et Frédéric Bastiat.

## Biographie
Né en 1934, Jacques Garello est licencié en droit, docteur ès sciences économiques (1964) et agrégé (1966).
Depuis 1968 il est professeur à l'université d'Aix-Marseille III, où, en 1992, il a été nommé professeur de classe exceptionnelle.
Il fonde en 1977 le groupe des Nouveaux économistes qui comprend, entre autres, les libéraux Florin Aftalion, Henri Lepage, Pascal Salin, Gérard Bramoullé et Jean-Jacques Rosa. En 1978, sur la proposition de Pascal Salin, il crée l'université d'été de la Nouvelle économie à Aix-en-Provence. À l'hiver 1981, il cosigne dans Éléments une tribune intitulée « Pour une alternative au socialisme ».
Il fonde en 1989 l'Institute for Economic Studies - Europe, qui édite la Revue des études humaines.
Jacques Garello est également impliqué dans le mouvement libéral français ; il fut rédacteur en chef du Journal des économistes et des études humaines, publié à l'origine par l'Institut européen des études humaines. Il est vice-président, président de janvier 1981 à octobre 2014 et, désormais, président d'honneur de l'Association pour la liberté économique et le progrès social (ALEPS), fondée en 1966, animateur de sa Nouvelle lettre hebdomadaire, président de l'association Génération libérale, créée en 1999 à la suite du groupe de réflexion Idées-Action lancé avec Démocratie libérale.
En 2001, il rejoint l'équipe de campagne de Démocratie libérale pour préparer la candidature d'Alain Madelin à l'élection présidentielle. Il est l'auteur de plusieurs pamphlets libéraux comme Lettre ouverte à nos dirigeants en 1986, Programme pour un Président en 1988 et Programme pour un Parlement en 1993. Il est enfin l'éditeur du site libres.org.
Parallèlement à son enseignement à l'université, Jacques Garello dirige de 1971 à 1986 un institut de formation économique en entreprise, l'Institut pédagogique de formation permanente (IPFOP).
Il est membre de l’Association des économistes catholiques de France, la Philadelphia Society et de la Société du Mont-Pèlerin.
Il dirige à partir de 1993 et toutes les quatre semaines le Libre journal des économistes sur Radio Courtoisie, avant d'être remplacé par Olivier Méresse en 2015.
Il est le père de Pierre Garello.
Jacques Garello meurt à Marseille le 16 janvier 2025 à l’âge de 90 ans,.

## Publications
- Avec Georges Lane, Futur des retraites & retraites du futur, vol. I : Le futur de la répartition, Aix-en-Provence, Librairie de l'Université d'Aix-en-Provence, 2008, 208 p. (ISBN 978-2-903449-97-1)
- Avec Georges Lane, Futur des retraites & retraites du futur, vol. II : Les retraites du futur : la capitalisation, Aix-en-Provence, Librairie de l'Université d'Aix-en-Provence, 2008, 230 p. (ISBN 978-2-903449-99-5)
- Avec Georges Lane, Futur des retraites & retraites du futur, vol. III : La transition, Aix-en-Provence, Librairie de l'Université d'Aix-en-Provence, 2009, 150 p. (ISBN 978-2-35797-002-1)
- Avec Jean-Philippe Delsol, Au risque de la liberté : Une alternative libérale et chrétienne aux sociétés dont les lendemains ne chantent jamais, François-Xavier de Guibert, 2007
- Aimez-vous Bastiat ?, Romillat, 2004
- L’Économie en questions, éditions IEEH, Paris, 1998
- Programme pour un Parlement, Éditions France-Empire, 1993[11]
- Avec Jean-Yves Naudet, Abécédaire de sciences économiques, Albatros, Paris, 1991
- Cinq questions sur les syndicats, Presses universitaires de France, 1990
- Économie et Communication, Albatros, 1989, Paris
- Programme pour un Président, Albatros, 1988
- Lettre ouverte à nos dirigeants, Albatros, 1986
- Le Contenu de la courbe keynesienne d'offre globale, Cujas, 1966.

## Récompenses et distinctions

### Décorations
- 1997 : Legion of Liberty

### Prix
- 1980 : Prix Yves Rocher
- 1992 : Prix Renaissance de l'économie
- 1993 : Grand prix de l'Académie des sciences morales et politiques (prix Zerilli-Marimo)[12]

### Autres
- 2004 : Docteur honoris causa[13] de l'université Francisco-Marroquin.